# Baileychloor

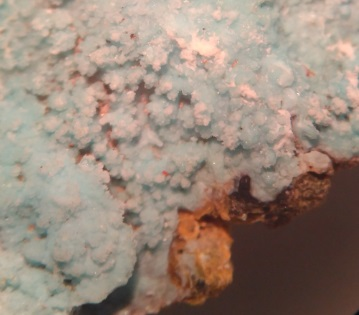
Baileychloor (Prullans, Catalonië)

Het mineraal baileychloor is een zink-ijzer-aluminium-magnesium-fylosilicaat met de chemische formule (Zn,Fe2+,Al,Mg)6(Al,Si)4O10(O,OH)8. Het behoort tot de chlorietgroep, onderdeel van de mica's.

## Eigenschappen
Het geel- tot donkergroene baileychloor heeft een parelglans en lichtgroene streepkleur. De splijting is perfect volgens kristalvlak [001] en het kristalstelsel is triklien. De gemiddelde dichtheid is 3,18 en de hardheid is 2,5 tot 3. Baileychloor is niet radioactief.

## Naamgeving
Baileychloor is genoemd naar de Amerikaanse mineraloog van de universiteit van Wisconsin W. Bailey (1919).

## Voorkomen
Zoals andere chlorietmineralen komt ook baileychloor voornamelijk voor in licht metamorfe gesteenten. De typelocatie van het mineraal is de Red Dome afzetting in Mungana, 15 km van Chillagoe, Lynd County, Queensland, Australië.